# نیه هایشنگ

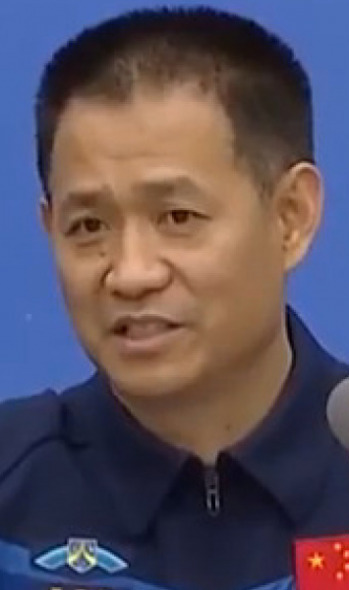
تصویری از نیه هایشنگ

نیه هایشنگ (به انگلیسی: Nie Haisheng) فضانورد اهل کشور چین است که در ۱۳ اکتبر ۱۹۶۴ میلادی در هوبئی زاده شد. وی در مأموریت شنژو ۶، شنژو ۱۰ حضور داشته است.